# Hans Martin (författare)

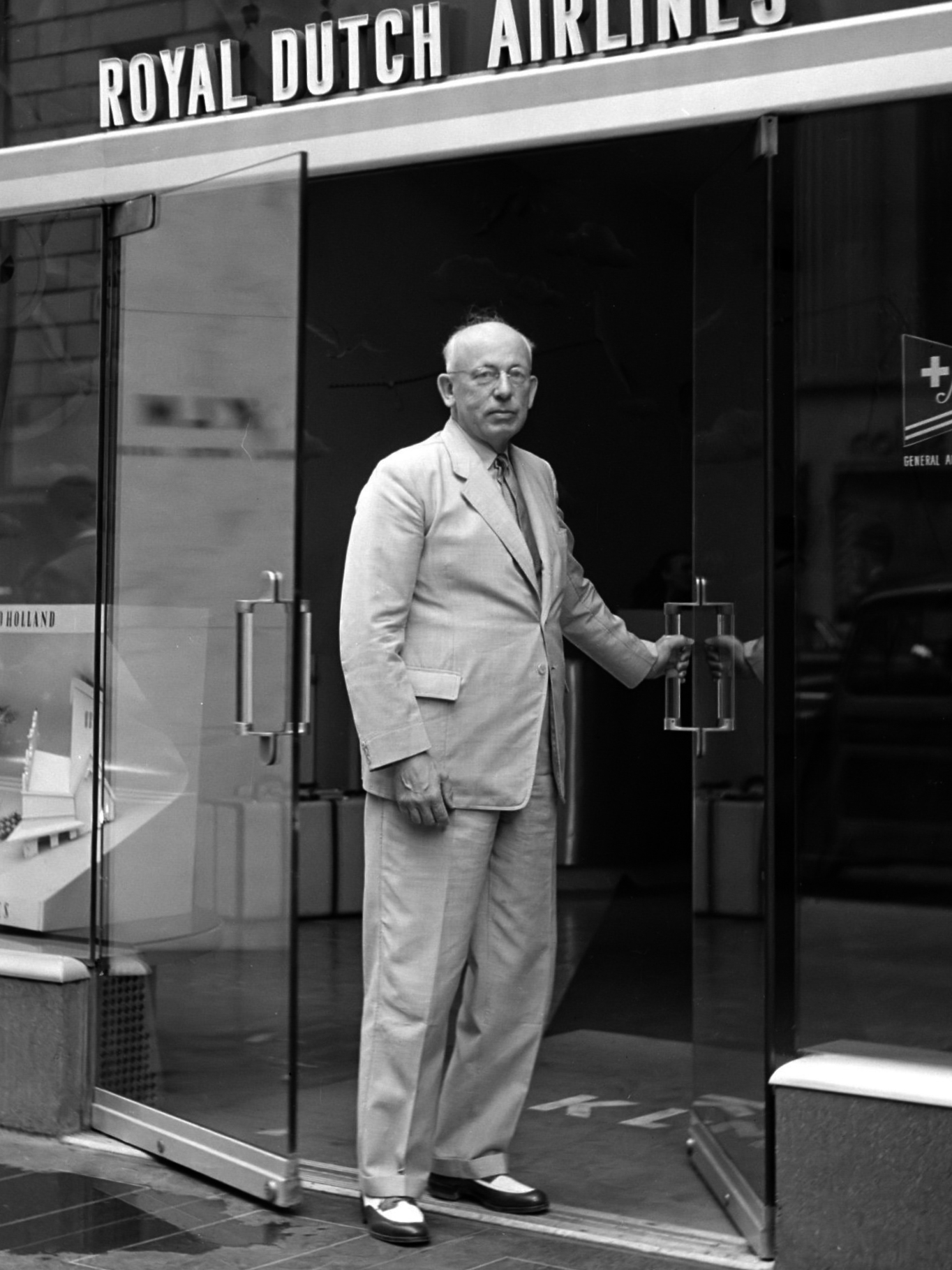
Hans Martin (1946)

Hans Martin, född 1886 i Leyden, död 1964, var en nederländsk författare.
Efter studentexamen bedrev Martin studier i teknik och konsthistoria. Han var utrikeskorrespondent i Italien för en nederländsk tidning 1908-1914, krigskorrespondent i Albanien 1914, 1919-1949 sekreterare, senare direktör för ett nederländskt flygbolag.
Martins romaner karaktäriseras av Litteraturhandboken (1983) som "välskrivna underhållningsromaner med lätt idealiserad personteckning."